# Les Plaisirs fous
 Pour plus de détails, voir Fiche technique et Distribution
Les Plaisirs fous est un film pornographique français sorti sur les écrans en 1977 et réalisé par Jean Desvilles sous le pseudonyme de Georges Fleury.

## Fiche technique
- Titre : Les Plaisirs fous
- Réalisateur : Jean Desvilles sous le pseudonyme de Georges Fleury.
- Scénariste : Jean Desvilles
- Production : Jean Desvilles Les Films Jean Desvilles
- Photographie : Maurice Giraud
- Musique : Alain Ehrlich
- Durée : 1 h 30
- Pays :  France
- Genre : pornographie
- Année de tournage : 1976
- Dates de sortie : 
  -  France : 20 juillet 1977
- Autres titres connus : 
  -  France : Encore plus
  -  Suède : Carolines erotiska sexäventyr
  -  Espagne : Placeres locos
  -  Portugal : Prazeres Loucos
  -  Italie : Sex hard core
  -  Allemagne : Orgasmus-Orgie
  -  États-Unis : Wild Pleasures

## Distribution
- Brigitte Lahaie : Claude
- Danièle Troeger : Chantal
- Jocelyne Clairis : Sylvette
- Véronique Maugarski : Véronique
- Maryline Guillaume : Martine
- Siegried Cellier (comme Arlette Colonna) : Caroline
- Guy Royer : Jacques
- Richard Allan : Richard
- Alban Ceray : un client